# Uniscyphus fragilis
Uniscyphus fragilis är en nässeldjursart som beskrevs av Wilfrid Arthur Millard 1977. Uniscyphus fragilis ingår i släktet Uniscyphus och familjen Thyroscyphidae. Inga underarter finns listade i Catalogue of Life.